# Relaciones Chile-Vanuatu
Las relaciones Chile-Vanuatu son las relaciones internacionales entre la República de Chile y la República de Vanuatu.

## Historia

### sigloXX
Las relaciones diplomáticas entre Chile y Vanuatu fueron establecidas el 10 de septiembre de 1990.

## Relaciones comerciales
En 2022, el intercambio comercial entre ambos países ascendió a los 0,65 millones de dólares estadounidenses, lo que supuso un 17% de crecimiento promedio anual en los últimos cinco años, constando únicamente de exportaciones desde Vanuatu a Chile. Así, los principales productos exportados fueron partes automotrices, aguas de tocador y rodamientos de rodillos cónicos.

## Misiones diplomáticas
- Chile no cuenta con representaciones diplomáticas ni consulares en Port Vila.[3]
- Vanuatu no cuenta con representaciones diplomáticas ni consulares en Santiago de Chile.[3]